# 薩多韋 (韃靼布納雷區)
45°54′30″N 30°5′3″E / 45.90833°N 30.08417°E
薩多韋（烏克蘭語：Садове）是位於烏克蘭西南部的村莊，由敖德萨州裡比爾霍羅德-德涅斯特羅夫斯基區的圖茲利市鎮負責管轄。該村始建於1910年，面積0.6平方公里，2001年人口123，人口密度每平方公里205人。